# Нечипоренко, Станислав Ростиславович
Станисла́в Ростисла́вович Нечипоре́нко (укр. Станіслав Ростиславович Нечипоренко; род. 22 января 1997, Кривой Рог, Днепропетровская область) — украинский футболист, полузащитник.

## Игровая карьера
Воспитанник ДЮСШ криворожского «Кривбасса» и СДЮШОР запорожского «Металлурга». После выпуска три сезона провёл в структуре «Металлурга», выступая в турнирах среди команд до 19 и до 21 года. В конце 2015 года «Металлург» был расформирован, и Станислав покинул эту команду. Продолжил выступления в дубле луганской «Зари».
Весной 2018 года вместе с Владиславом Емцем был отправлен в аренду в краматорский «Авангард», где провёл полтора года. Далее играл за «Кремень».
Летом 2020 года стал игроком «Даугавпилса». В высшем дивизионе Латвии дебютировал 20 июня того же года в выездном матче против «Елгавы», заменив на 75-й минуте Вугара Аскерова. Всего в чемпионате Латвии сыграл 16 матчей, забил 1 гол в ворота РФС.
Весной 2021 года вернулся на Украину, где стал игроком «Николаева». Сезон 2020/21 «Николаев» закончил на четвёртом месте первой лиги, в одном шаге от выхода в Премьер-лигу, но из-за финансовых проблем руководство «корабелов» заявило о переводе команды во вторую лигу и объявило о прекращении сотрудничества с десятью игроками. Нечипоренко стал одним из немногих футболистов, которые продолжили выступать за «корабелов» во второй лиге.
В 2022 году стал игроком польского ФК «Зомбковия».